# Keratoderma
Der Begriff Keratoderma bezeichnet eine die Haut betreffende Verhornungsstörung (Hyperkeratose).
Hierunter fallen eine Vielzahl von Erkrankungen, die wie folgt eingeteilt werden können:

## Angeborene Formen

### Hereditäre Palmoplantarkeratosen
- Diffuse palmoplantare Hyperkeratosen
- Fokale palmoplantare Hyperkeratosen
- Punktierte Palmoplantarkeratosen
- Ektodermale Dysplasien mit palmoplantaren Hyperkeratosen
  - Papillon-Lefèvre-Syndrom[2]
  - Naegeli-Syndrom
  - Pachyonychia congenita
  - Fokales palmoplantares und orales Mukosa-Hyperkeratose-Syndrom[3]
  - Clouston-Syndrom
  - Schöpf-Schulz-Passarge-Syndrom

- Syndrome mit ektodermalen Dysplasien und palmoplantaren Hyperkeratosen
  - Naxos-Krankheit
  - Wollhaare-Palmoplantarkeratose-dilatative Kardiomyopathie-Syndrom (Synonyme: Carvajal Syndrom; Carvajal Variante des Naxos Syndroms; englisch Woolly hair-palmoplantar keratoderma-dilated cardiomyopathy syndrome)[4]

- Unklassifizierte Formen
  - Nichtepidermolytische Palmoplantarkeratose (Synonyme: Diffuses palmoplantares Keratoderm Typ Norrbotten; NEPPK; Palmoplantarkeratose, diffuse, autosomal-dominante, Typ Norrbotten; PALMOPLANTAR KERATODERMA, BOTHNIAN TYPE; PPKB)[5][6]
    - Kindler-Syndrom
    - Dermatopathia pigmentosa reticularis

### Erythrokeratodermien

#### Follikuläre Hyperkeratosen
- Keratosis follicularis (Synonyme: Keratosis pilaris)[7]
  - Ulerythema ophryogenes (Synonyme: Keratosis pilaris atrophicans faciei (KPAF), Folliculitis rubra)[8]
- Keratosis pilaris (Synonyme: Keratosis pilaris rubra atrophicans; Keratosis pilaris atrophicans)
  - Keratosis follicularis spinulosa decalvans[9][10]
  - Atrophoderma vermiculatum (Synonyme: Ulerythema acneiforme; Folliculitis ulerythematosa reticulata; englisch honeycomb atrophy)[11][12]

#### Dyskeratotisch-akantholytische Keratosen
- Morbus Darier
- Acrokeratosis verruciformis Hopf
- Pemphigus, benigner chronischer familiärer (Synonyme: Morbus Hailey-Hailey; Chronischer benigner familiärer Pemphigus) OMIM 169600[13]

### Porokeratosen

#### Syndrome mit Keratoderma
- Palmoplantarkeratose – spastische Lähmung (Synonyme: Palmoplantare Hyperkeratose-spastische Paralyse-Syndrom; Powell-Venencie-Gordon-Syndrom)[14]
- Stern-Lubinsky-Durrie-Syndrom (Synonyme: Korneo-dermato-ossäres-Syndrom; englisch Corneodermatosseous syndrome)[15]
- Kardio-fazio-kutanes Syndrom
- Bureau-Barrière-Thomas-Syndrom
- Hanhart-Syndrom
- Helikotrichie-Keratose-Syndrom (Synonym: Keratodermia palmo-plantaris varians mit Helikotrichie)[2]
- Gorlin-Syndrom
- CEDNIK-Syndrom
- Cole-Krankheit
- Epidermolysis bullosa simplex durch Plakophilin-Mangel
- Epidermolysis bullosa simplex Typ Dowling-Meara
- Pityriasis rubra pilaris
- Incontinentia pigmenti (Bloch-Sulzberger-Syndrom)
- Sjögren-Larsson-Syndrom

## Erworbene Formen
- AIDS-assoziiertes Keratoderma
- Arsen-bedingte Keratose
- Hornschwielen
- Keratodermia climacterica Haxthausen (Synonym: Haxthausen Hyperkeratosis)[2]
- Hühnerauge
- Dermatitis
- Humane Papillomaviren
- Keratoderma blenorrhagicum
- Lichen ruber planus
- Krätze
- Paraneoplastisches Keratoderma
- Psoriasis (Schuppenflechte)
- Reaktive Arthritis (Reiter-Syndrom)
- Syphilis
- Fußpilz
- Sézary-Syndrom
- Tuberculosis verrucosa cutis
- Medikamenten-induziertes Keratoderma[16]